# Комунари
Комунари е село в Североизточна България. Старото му име е Мурна. То се намира в община Дългопол, област Варна, на р. Луда Камчия, в североизточния край на Лудокамчийския пролом, недалече от язовир Цонево. Гара Комунари е жп възел с линии за Карнобат, Шумен и Синдел/Варна (с връзки от гара Синдел за Провадия, Каспичан и Русе). През нея минава паневропейски транспортен коридор 8.

## История
През времето на османската власт, село Комунари е възникнало като село с турско население под името Мурна. То е било наречено на името на богат турчин, който имал чифлик там. Долът, в който е течала р. Луда Камчия е пресичал селото на две части (махали) – Горна Мурна и Долна Мурна. След подписването на Санстефанския мирен договор, турското население напуска селото, изоставяйки имуществото си.

## Население
Численост на населението според преброяванията през годините:
| \| Година на преброяване \| Численост \| \| --------------------- \| --------- \| \| 1934 \| 464 \| \| 1946 \| 532 \| \| 1956 \| 456 \| \| 1965 \| 396 \| \| 1975 \| 288 \| \| 1985 \| 216 \| \| 1992 \| 184 \| \| 2001 \| 147 \| \| 2011 \| 107 \| \| 2021 \| 84 \| |           |
| Година на преброяване | Численост |
| 1934 | 464       |
| 1946 | 532       |
| 1956 | 456       |
| 1965 | 396       |
| 1975 | 288       |
| 1985 | 216       |
| 1992 | 184       |
| 2001 | 147       |
| 2011 | 107       |
| 2021 | 84        |

### Етнически състав

#### Преброяване на населението през 2011 г.
Численост и дял на етническите групи според преброяването на населението през 2011 г.:
|                     | Численост | Дял (в %) |
| Общо                | 107       | 100.00    |
| Българи             | 106       | 99.06     |
| Турци               | ?         | ?         |
| Цигани              | –         | –         |
| Други               | ?         | ?         |
| Не се самоопределят | ?         | ?         |
| Неотговорили        | –         | –         |

## Други
Село Комунари е богато на глинени почви и красиви пейзажи.